# Hadronyche cerberea
Hadronyche cerberea är en spindelart som beskrevs av Ludwig Carl Christian Koch 1873. Hadronyche cerberea ingår i släktet Hadronyche och familjen Hexathelidae.
Artens utbredningsområde är New South Wales. Inga underarter finns listade i Catalogue of Life.